# Ludwig Josef Bleser
Ludwig Josef Bleser (geboren am 6. Juli 1810 in Treis; gestorben am 28. Mai 1878 in Trier) war ein deutscher Psychiater.

## Leben
1836 machte er sein Abitur am Gymnasium zu Trier, zusammen mit Ludwig Simon, Karl Heinrich Rumschöttel und Siegmar zu Dohna-Schlobitten. Er studierte Medizin an der Rheinischen Friedrich-Wilhelms-Universität in Bonn und an der Friedrich-Wilhelms-Universität in Berlin. Sein Studium beendete er mit einer Dissertation 1843 in Bonn. 1844 ließ er sich in Trier nieder. Er wurde um 1862 leitender Arzt am „Landesarmenhaus in Trier mit Provincial-Irrenanstalt“. Außerdem war er erster festangestellter Arzt am „Mutterhaus der Borromäerinnen“ in Trier.
1847 heiratete er Nanny Jacoby. Aus der Ehe gingen zwei Töchter hervor, die Schriftstellerinnen Viktorine Endler und Maria Krug.
Am 16. April 1848 unterzeichnete der gemeinsam mit Ludwig Simon, Karl Leopold Wencelius, Karl Ludwig Otto, Peter Junk, Victor Schily und anderen das „Volksprogramm“, in dem die Republik gefordert wurde.  Am 1. Mai 1848 wurde Bleser zum Wahlmann gewählt. Am 11. Mai 1848 wählte er in dieser Funktion Ludwig Simon zum Abgeordneten des Trierer Wahlkreises in die Frankfurter Nationalversammlung.
Ludwig Josef Bleser war ein anerkannter Arzt und bekannt für seine soziale Einstellung. Er behandelte Arme der Stadt Trier kostenlos. Nach seinem Tod heirateten seine beiden Töchter und zogen aus Trier fort.

## Ehrungen
Die Stadt Trier widmete ihm ein Ehrengrab.

## Werke
- De varietate febrilis typi ex caussa una eademque, sc. ex vitae morbique conditionum conflictu prodeunte. Krüger, Bonn 1843. (Bonn, Univ., Med. Diss., 1843)